# Phố Hàng Cót
Phố Hàng Cót nằm trong khu vực phố cổ Hà Nội. Thời Pháp thuộc phố được đặt tên theo tiếng Pháp là Rue Takou. Tên gọi Hàng Cót được hình thành từ năm 1945 cho đến nay. Vào những năm đầu của thế kỷ XX, phần lớn cư dân sinh sống ở đây làm nghề đan cót và buôn bán cót (một loại phên mành được đan ghép bằng nguyên liệu bóc tách từ cây tre và cây nứa)

## Địa lý
Phố Hàng Cót ngày nay thuộc phường Hàng Mã, quận Hoàn Kiếm, thành phố Hà Nội, cách cầu Long Biên 0,3 km về phía Tây và cách Hồ Hoàn Kiếm 1 km về phía Tây Bắc. Trải dài 0,4 km theo hướng bắc – nam. Đầu phố phía Bắc giáp vườn hoa Hàng Đậu (tên cũ là Vạn Xuân), giao các phố Phan Đình Phùng và Hàng Đậu. Đầu phố phía Nam là ngã tư giao các phố Hàng Mã và Hàng Gà. Ở khoảng giữa phố, phía trên có đường xe lửa chạy ngang qua, tuyến đường sắt này dẫn lên cầu Long Biên bắc qua dòng sông Hồng.

## Lịch sử
Hàng Cót được xây dựng trên nền vị trí đất xưa thuộc thôn Tân Lập - Tân Khai, tổng Tiền Túc (sau đổi là Thuận Mỹ), huyện Thọ Xương. Theo di chỉ trên một tấm bia đặt tại chùa Thái Cam (16 phố Hàng Gà) thì thôn Tân Lập - Tân Khai được lập từ năm 1822. Thời bấy giờ cư dân ở đây chủ yếu làm nghề đan và bán cót. Người đan cót làm việc ở ngoài vỉa hè ngay trước cửa nhà mình. Tuy không phải là phố lớn ở Hà Nội, nhưng Hàng Cót có sự tập trung dân cư sinh sống khá đông do nằm ở vị trí giao thương buôn bán thuận tiện, là trung tâm gần cầu Long Biên và chợ Đồng Xuân.
Tuy nhiên, thời kỳ đó Hàng Cót chưa thực sự là một phố buôn bán lớn. Chỉ bao gồm những cửa hàng lơ thơ trên phố buôn bán mang tính chất manh mún, phục vụ nhu cầu cấp thiết của cuộc sống người dân khu vực xung quanh. Để mua sắm đầy đủ hơn người ta thường đến chợ Đồng Xuân, cách Hàng Cót chưa đầy 0,1 km.

## Các di tích nổi bật
Năm 1935, người Pháp cho đặt đường xe điện (tuyến Kim Liên - Yên Phụ) đi qua Hàng Cót lên Hàng Than, nhưng đã bị dỡ bỏ để thay thế bằng loại phương tiên giao thông hiện đại khác. Chỉ khi từ thập niên ba mươi, bốn mươi thì nhiều nhà to và kiểu đẹp mới bắt đầu được xây dựng trên phố Hàng Cót:
Đoạn phía Bắc từ vườn hoa Hàng Đậu đến cầu sắt Xe lửa cắt ngang có nhiều nhà lớn kiểu Villa được làm vào những năm sau 1930. Gồm các chủ nhà đất xuất thân từ quan lại (Hoàng Gia Luận ở số 2 và Gia đình Bùi Đình Tịnh số 14 - 16) hoặc công chức cao cấp (bác sĩ An ở số 4 và Trương Văn Thiện ở số 7), ngoài ra còn có số ít công chức sơ cấp cũng có nhà ở đây nhưng không lớn.
Đoạn phía Nam còn lại là dãy phố cũ lại ít người giàu nên nhà cửa xây từ xưa còn lại đều nhỏ hẹp và kiểu cổ, một vài ngôi nhà lớn ở đoạn này do người có tiền ở nơi khác đến đây tậu đất làm nhà như villa 3 tầng của bác sĩ Ngô Trực Tuân (số 24), nhà hộ sinh của bà đỡ Tiến (số 40) là một nhà hộ sinh lâu đời nhất ở Hà Nội, nhà Lê Quảng Long (số 50) là một tư sản có cửa hiệu may ở Tây Hàng Đường nhưng xây nhà ở đây để gia đình ở.
Di tích thờ tự cũ có đình Ngũ Giáp (số 54) ban đầu là đền thờ Thành Hoàng sau đó rước bài vị của thần Lý Tiến về thờ, bên cạnh đình Ngũ Giáp có ngôi đền thờ Chư Vị gọi là đền Tam Phủ (số 52) thờ Thánh Thần, chùa Pháp Bảo Tạng (số 44, được xây trong những năm 1948 - 1954) để chứa những bản mộc in Kinh Phật, những ngôi đền và chùa này đến nay vẫn đang được bảo tồn. Còn một ngôi đình cũ nữa ở đầu Hàng Cót (số 4), bị hư hỏng nặng và bị phá bỏ vào năm 1920, rồi bán lại khu đất cho tư nhân xây nhà.
Ngoài ra có các số nhà do chủ là người Pháp xây nên để ở hoặc kinh doanh, như nhà cho thuê xe đám ma Louis Chức (số 13), hiệu thợ may Tây (Tân Hưng số 17), hiệu ảnh Rolleie photo (số 60), xưởng chữa máy nhỏ (Rozier số 2), và các trường tư thục (trường Trí Đức số 65, trường Nguyễn Văn Tòng số 46 - 48, trường Thăng Long số 9 - 11).

## Các tuyến xe buýt chạy qua
- Tuyến 01, 36: Hết phố
- Tuyến 31: từ Phan Đình Phùng đễn ngã năm Hàng Lược - Phùng Hưng